# Former Presidents Act

Le Former Presidents Act (en français, la loi sur les anciens présidents, connue également sous le sigle de FPA ; 3 U.S.C. § 102 note (PL 85-745)) est une loi fédérale américaine de 1958 qui offre plusieurs avantages à vie aux anciens présidents des États-Unis sauf s'ils sont démis de leurs fonctions.

## Histoire
Avant 1958, le gouvernement fédéral des États-Unis ne verse aucune pension ou autre prestation de retraite aux anciens présidents des États-Unis. L'industriel et philanthrope Andrew Carnegie offre de doter en 1912 une pension annuelle de 25 000 $ US (soit 
662328 $ aujourd'hui) aux anciens présidents, mais les membres du Congrès remettent en question le bien-fondé d'une telle pension privée. Cela incite au vote d'une loi pour offrir des avantages aux anciens présidents.
Lorsque la loi sur les anciens présidents entre en vigueur, il y a alors deux anciens présidents en vie : Herbert Hoover et Harry S. Truman. Dwight D. Eisenhower est le premier président à bénéficier de cette loi en quittant ses fonctions en janvier 1961.
La loi initiale prévoyait une protection à vie par le Secret Service pour les anciens présidents. En 1994, cette protection a été réduite à dix ans pour les présidents qui ont pris leurs fonctions après 1996. Cette limitation de protection fut annulée début 2013 par Pub.L. 112–257 Pub.L. 112–257 également connu sous le nom de Former Presidents Protection Act of 2012 (loi de 2012 sur la protection des anciens présidents).
Tous les anciens présidents vivants après Dwight D. Eisenhower et leurs conjoints ont alors eu le droit de recevoir la protection à vie du Secret Service. Leurs enfants ont droit à une protection « jusqu'à l'âge de 16 ans ».

## Statut actuel
Selon la loi, les anciens présidents ont droit à une pension, à des frais de personnel et de secrétariat, à des soins médicaux, à une assurance maladie et à une protection du Secret Service. Ces droits ne s'appliquent que si l'ancien président n'a pas été démis de ses fonctions par mise en accusation (impeachment) ou par d'autres actions du Congrès.

### Pension
Le secrétaire au Trésor verse une pension imposable au président. Les anciens présidents reçoivent une pension égale au salaire que recevrait le chef d'un département exécutif (niveau exécutif I) (en); En  2020, elle est de 219 200 $ par an. Le droit à cette pension commence immédiatement après la fin de la présidence. Le conjoint d'un ancien président peut également toucher une pension annuelle viagère de 20 000 $ s'il renonce à toute autre pension légale.

### Transition
Le financement de transition pour les dépenses liées au départ du président sortant est disponible pendant sept mois. Il couvre les locaux pour des bureaux, la rémunération de personnel, les services de communication, ainsi que l’impression et l’affranchissement associés à la transition.

### Personnel et bureau
Le personnel d'un secrétariat privé et le financement lié sont fournis par l'Administrateur de l'Administration fédérale des services généraux. Les personnes employées, selon le paragraphe dédié de la loi, sont choisies par l'ancien président et ne sont responsables que devant lui de l'exercice de leurs fonctions. Chaque ancien président fixe des taux de rémunération de base pour les personnes employées pour son compte, ne dépassant pas un total annualisé de 150 000 $ pour les 30 premiers mois et de 96 000 $ par la suite.

### Assurance médicale
Les anciens présidents ont le droit d'être soignés dans les hôpitaux militaires américains ; ils paient pour cela aux taux fixés par le Bureau de la gestion et du budget. Les présidents ayant fait deux mandats peuvent souscrire une assurance maladie dans le cadre du programme de prestations de santé des employés fédéraux.

### Protection des services secrets
De 1965 à 1996, les anciens présidents avaient droit à la protection à vie du Secret Service, pour eux-mêmes, leurs conjoints et les enfants de moins de 16 ans. Une loi de 1994, Pub.L. 103–329 Pub.L. 103–329, limita la protection post-présidentielle à dix ans pour les présidents entrés en fonction après le 1er janvier 1997. En vertu de cette loi, Bill Clinton aurait toujours droit à la protection à vie, et tous les présidents ultérieurs auraient eu droit à seulement dix ans de protection. Le 10 janvier 2013, le président Barack Obama signa la loi de 2012 sur la protection des anciens présidents, rétablissant la protection à vie des services secrets pour son prédécesseur George W. Bush, lui-même et tous les présidents ultérieurs.
Richard Nixon renonça à sa protection par le Secret Service en 1985, seul président à l'avoir fait.